# Basti
Basti là một thành phố và là nơi đặt ban đô thị (municipal board) của quận Basti thuộc bang Uttar Pradesh, Ấn Độ.

## Địa lý
Basti có vị trí 26°48′B 82°43′Đ / 26,8°B 82,72°Đ Nó có độ cao trung bình là 78 mét (255 foot).

## Nhân khẩu
Theo điều tra dân số năm 2001 của Ấn Độ, Basti có dân số 106.985 người. Phái nam chiếm 53% tổng số dân và phái nữ chiếm 47%. Basti có tỷ lệ 69% biết đọc biết viết, cao hơn tỷ lệ trung bình toàn quốc là 59,5%: tỷ lệ cho phái nam là 74%, và tỷ lệ cho phái nữ là 62%. Tại Basti, 13% dân số nhỏ hơn 6 tuổi.